# Angela Jackson (historiadora)
Angela Jackson, (nascida em 1946) é uma historiadora e escritora britânica. Sua tese de doutorado, "Mulheres Britânicas e a Guerra Civil Espanhola", foi publicada em 2002 pela editora Routledge. Depois, publicou Além do campo de batalha: Testemunho, Memória e Lembrança de um Hospital Caverna na Guerra Civil Espanhola, em catalão e inglês. Inspirada no testemunho em primeira mão de algumas das mulheres que entrevistou para a sua pesquisa histórica, escreveu um romance, Terra Quente, publicado em 2007, também ambientado no período da Guerra Civil Espanhola. No lançamento do romance em Barcelona, o historiador Paul Preston declarou que "sua prosa vibrante e compreensão emocional dão vida à sua história incontestável dos sacrifícios feitos e dos perigos enfrentados pelas mulheres notáveis que foram para a Espanha como voluntárias durante a guerra civil". Em 2012, publicou For Us it was Heaven (traduzido para o espanhol sob o título Para nosotros era el cielo), uma biografia da enfermeira britânica Patience Darton, que trabalhou com as Brigadas Internacionais na Espanha durante a Guerra Civil e mais tarde foi viver e trabalhar na China durante o governo de Mao Zedong.
Angela Jackson mudou-se para a Catalunha em 2001 e atualmente vive em Priorat, onde segue envolvida na conservação da memória histórica de guerra, especialmente de acontecimentos históricos, bem como da memória do período da Segunda República Espanhola e da Guerra Civil Espanhola na região de Priorat.

## Trabalhos publicados
- British Women and the Spanish Civil War: Thesis, University of Essex, 2001; 1st ed. London, Routledge, 2002; 2nd ed. Barcelona, Warren & Pell Publishing, 2009; 3rd ed. London, The Clapton Press, 2020.
- Beyond the field of battle: Testimony, Memory and Remembrance of a Cave Hospital in the Spanish Civil War, Warren & Pell Publishing, 2005.
- At the Margins of Mayhem (Prologue and Epilogue to the last great battle of the Spanish Civil War), Warren & Pell Publishing, 2008.
- For Us it was Heaven: The Passion, Grief and Fortitude of Patience Darton from the Spanish Civil War to Mao's China, Sussex Academic Press, 2012.
- Warm Earth (Novel), Pegasus, 2007.
- Firing a Shot for Freedom, the Memoirs of Frida Stewart, with a Foreword and Afterword by Angela Jackson, London, The Clapton Press, 2020, ISBN 978-1-913693-00-8